# Oct-4
Oct-4 (аббревиатура от англ. Octamer-4) — это транскрипционный фактор, содержащий гомеобокс, из семейства POU. Данный белок участвует в самообновлении недифференцированных эмбриональных стволовых клеток. Широко используется как маркёр для недифференцированных клеток. Экспрессия Oct-4 очень тонко регулируется, так как повышение или понижение может приводить к дифференцировке клеток.

## Экспрессия и функции
Транскрипционный фактор Oct-4 проявляет активность ещё в ооците и остается активным до момента имплантации. Экспрессия Oct-4 связана с фенотипом недифференцированных клеток и опухолями. Нокдаун гена Oct-4 вызывает дифференцировку и доказывает роль данного фактора в самообновлении эмбриональных стволовых клеток человека. Oct-4 образует гетеродимер с белком Sox2, эти два белка вместе связываются с ДНК.
Мышиные эмбрионы, дефицитные по гену Oct-4, имеют низкие уровни белка Oct-4 и не могут образовывать внутреннюю клеточную массу, теряют плюрипотентность и дифференцируются в трофоэктодерму. Таким образом, уровень экспрессии Oct-4 у мышей необходим для регуляции плюрипотентности и ранней дифференцировки клеток и основная его функция — удержание эмбриона от дифференцировки.

## ИнформацияNCBI
| Виды              | «Генетика» | Положение                                                                                            |
| Mus musculus      | GeneID: 18999, refseq для белка: NP_038661.1, refseq для mRNA: NM_013633.1 | Положение в геноме: NC_000083.4, 35114104..35118822 (по плюс-цепи). Хромосома: 17,17 B1; 17 19.23 cM |
| Homo sapiens      | GeneID: 5460, refseq для белка: NP_002692.2, refseq для mRNA: NM_002701.3. Существует две изоформы OCT4 у человека, вторая изоформа выглядит как N-концевой участок первой. . | Положение в геноме: NC_000006.10, 31246432-31240107 (по минус-цепи). Хромосома: 6, 6p21.31           |
| Rattus norvegicus | GeneID: 294562, refseq для белка: NP_001009178, refseq для mRNA: NM_001009178                                                                                                 | Положение в геноме: NW_001084776, 650467-655015 (по минус-цепи). Хромосома: 20.                      |
| Danio rerio       | GeneID: 303333, refseq для белка: NP_571187, reseq для mRNA: NM_131112 | Положение в геноме: NC_007127.1, 27995548-28000317 (по минус-цепи). Хромосома: 21.                   |

## Структурная информация
| Консервативный домен        | POU                                        | гомеодомен |
| --------------------------- | ------------------------------------------ | --- |
| Длина, остатков аминокислот | 75                                         | 59 |
| Описание                    | Найден в факторах транскрипции Pit-Oct-Unc | ДНК-связывающие домены вовлечены в регуляцию транскрипции важных процессов развития у эукариот; могут связывать ДНК в виде мономеров, димеров или гетеродимеров, сиквенс-специфичным образом. |

## Заболевания
Oct-4 бывает вовлечен в развитие опухолей из стволовых клеток у взрослых организмов. Неестественная экспрессия фактора у взрослых мышей может привести к образованию дисплазии кожи и кишечника. Дисплазия кишечника является результатом повышения транскрипции β-катенина и ингибировании дифференцировки клеток.

### Модели на животных
В 2000, Niwa с соавторами при обычной экспрессии и репрессии гена в мышиных эмбриональных стволовых клетках (ES) определили вклад Oct-4 в поддержание потенциала развития. Хотя считается, что транскрипция обычно регулируется по бинарному принципу - есть/нет, было показано, что уровень Oct-4 управляет тремя различными путями развития ES клеток. Менее чем двукратное повышение уровня экспрессии вызывает дифференцировку в первичную энтодерму и мезодерму. Репрессия Oct-4 приводит к потере плюрипотентности и дифференцировке в трофоэктодерму. Строго определённое количество Oct-4 требуется для поддержания самообновления, и изменение уровня вызывает дифференцировку по различным путям. Niwa с соавторами считают, что Oct-4 является основным регулятором плюрипотентности.
Транскрипционные факторы Oct-4, Sox2 и Nanog могут вызывать экспрессию друг друга и необходимы для самообновления недифференцированных клеток внутренней клеточной массы бластоциста, а также эмбриональных стволовых клеток (которые образуются из внутренней клеточной массы).
Oct-4 является транскрипционным фактором, который используют для создания индуцированных стволовых клеток, наряду с Sox2, Klf4 и часто c-Myc у мышей, что демонстрирует возможность создания клеток со свойствами стволовых. Позднее было доказано, что только два из этих четырёх факторов Oct4 и Klf4 были необходимы для перепрограммирования нервных стволовых клеток взрослых мышей Окончательно было показано, что единственный фактор Oct-4 был необходим для такой трансформации.
Несколько исследований показали роль Oct-4 в поддержании самообновления соматических стволовых клеток (эпителия кишечника, костного мозга, сетчатки, мозга, печени). Группа Рудольфа Йениша в октябре 2007 показали отсутствие вклада Oct-4 в самообновление соматических стволовых клеток у мышей.
Активация транскрипции эндогенного (от др.-греч. ἔνδον — внутри и др.-греч. γένεσις — происхождение) гена Oct4 с использованием активирующей системы CRISPR/dCas9 позволила без образования опухоли улучшить признаки старения в мышиной модели синдрома прогерии Хатчинсона-Гилфорда (HGPS). При этом накопление прогерина в аорте, а также сосудистые патологические признаки старения и сокращение продолжительности жизни этой мышиной модели были значительно подавлены индукцией Oct4.
Высокопроизводительный скрининг позволил идентифицировал ряд соединений, называемых OCT4-индуцирующими соединениями или сокращенно O4Is (OCT4-inducing compounds), обладающих способностью стимулировать экспрессии эндогенного OCT4. В опытах с Caenorhabditis elegans и Drosophila эндогенный индуктор OCT4 нового поколения названный O4I4 увеличивал продолжительность их жизни, что указывает на потенциальное применение OCT4-индуцирующих соединений в регенеративной медицине и омолаживающей терапии. Сверхэкспрессия Oct4 во время перепрограммирования может привести и к эпигенетическим нарушениям в клетках, в результате которых их способность к трансдифференцировке падает.

## Статьи для дополнительного чтения
- Lamoury F., Croitoru-Lamoury J., Brew B. Undifferentiated mouse mesenchymal stem cells spontaneously express neural and stem cell markers Oct-4 and Rex-1 (англ.) // Cytotherapy : journal. — 2006. — Vol. 8, no. 3. — P. 228—242. — doi:10.1080/14653240600735875. — PMID 16793732.
- Hough S., Clements I., Welch P., Wiederholt K. Differentiation of mouse embryonic stem cells after RNA interference-mediated silencing of OCT4 and Nanog (англ.) // Stem Cells : journal. — 2006. — Vol. 24, no. 6. — P. 1467—1475. — doi:10.1634/stemcells.2005-0475. — PMID 16456133.
- Feldman N., Gerson A., Fang J et al. G9a-mediated irreversible epigenetic inactivation of Oct-3/4 during early embryogenesis (англ.) // Nat. Cell Biol. : journal. — 2006. — Vol. 8, no. 2. — P. 188—194. — doi:10.1038/ncb1353. — PMID 16415856.
- Boyer L., Lee T., Cole M et al. Core transcriptional regulatory circuitry in human embryonic stem cells (англ.) // Cell : journal. — Cell Press, 2005. — Vol. 122, no. 6. — P. 947—956. — doi:10.1016/j.cell.2005.08.020. — PMID 16153702.
- Gerrard L., Zhao D., Clark A., Cui W. Stably transfected human embryonic stem cell clones express OCT4-specific green fluorescent protein and maintain self-renewal and pluripotency (англ.) // Stem Cells : journal. — 2005. — Vol. 23, no. 1. — P. 124—133. — doi:10.1634/stemcells.2004-0102. — PMID 15625129.
- Reményi A., Lins K., Nissen L et al. Crystal structure of a POU/HMG/DNA ternary complex suggests differential assembly of Oct4 and Sox2 on two enhancers (англ.) // Genes Dev. : journal. — 2003. — Vol. 17, no. 16. — P. 2048—2059. — doi:10.1101/gad.269303. — PMID 12923055.
- Takeda J., Seino S., Bell G. I. Human Oct3 gene family: cDNA sequences, alternative splicing, gene organization, chromosomal location, and expression at low levels in adult tissues (англ.) // Nucleic Acids Res. : journal. — 1992. — Vol. 20, no. 17. — P. 4613—4620. — doi:10.1093/nar/20.17.4613. — PMID 1408763.
- Schoorlemmer J., Kruijer W. Octamer-dependent regulation of the kFGF gene in embryonal carcinoma and embryonic stem cells (англ.) // Mech. Dev.[англ.] : journal. — 1992. — Vol. 36, no. 1—2. — P. 75—86. — doi:10.1016/0925-4773(91)90074-G. — PMID 1723621.
- Wey E., Lyons G. E., Schäfer B. W. A human POU domain gene, mPOU, is expressed in developing brain and specific adult tissues (англ.) // Eur. J. Biochem.[англ.] : journal. — 1994. — Vol. 220, no. 3. — P. 753—762. — doi:10.1111/j.1432-1033.1994.tb18676.x. — PMID 7908264.
- Crouau-Roy B., Amadou C., Bouissou C., et al. Localization of the OTF3 gene within the human MHC class I region by physical and meiotic mapping (англ.) // Genomics : journal. — Academic Press, 1994. — Vol. 21, no. 1. — P. 241—243. — doi:10.1006/geno.1994.1249. — PMID 8088794.
- Guillaudeux T., Mattei M. G., Depetris D., et al. In situ hybridization localizes the human OTF3 to chromosome 6p21.3-->p22 and OTF3L to 12p13 (англ.) // Cytogenetic and Genome Research[англ.] : journal. — Karger Publishers[англ.], 1993. — Vol. 63, no. 4. — P. 212—214. — doi:10.1159/000133537. — PMID 8500351.
- Abdel-Rahman B., Fiddler M., Rappolee D., Pergament E. Expression of transcription regulating genes in human preimplantation embryos (англ.) // Hum. Reprod.[англ.] : journal. — 1996. — Vol. 10, no. 10. — P. 2787—2792. — PMID 8567814.
- Hillier L. D., Lennon G., Becker M., et al. Generation and analysis of 280,000 human expressed sequence tags (англ.) // Genome Res. : journal. — 1997. — Vol. 6, no. 9. — P. 807—828. — doi:10.1101/gr.6.9.807. — PMID 8889549.
- Inamoto S., Segil N., Pan Z. Q., et al. The cyclin-dependent kinase-activating kinase (CAK) assembly factor, MAT1, targets and enhances CAK activity on the POU domains of octamer transcription factors (англ.) // J. Biol. Chem. : journal. — 1997. — Vol. 272, no. 47. — P. 29852—29858. — doi:10.1074/jbc.272.47.29852. — PMID 9368058.
- Nichols J., Zevnik B., Anastassiadis K., et al. Formation of pluripotent stem cells in the mammalian embryo depends on the POU transcription factor Oct4 (англ.) // Cell : journal. — Cell Press, 1998. — Vol. 95, no. 3. — P. 379—391. — doi:10.1016/S0092-8674(00)81769-9. — PMID 9814708.
- Gonzalez M. I., Robins D. M. Oct-1 preferentially interacts with androgen receptor in a DNA-dependent manner that facilitates recruitment of SRC-1 (англ.) // J. Biol. Chem. : journal. — 2001. — Vol. 276, no. 9. — P. 6420—6428. — doi:10.1074/jbc. M008689200. — PMID 11096094.
- Butteroni C., De Felici M., Schöler H. R., Pesce M. Phage display screening reveals an association between germline-specific transcription factor Oct-4 and multiple cellular proteins (англ.) // J. Mol. Biol.[англ.] : journal. — 2001. — Vol. 304, no. 4. — P. 529—540. — doi:10.1006/jmbi.2000.4238. — PMID 11099378.
- Ezashi T., Ghosh D., Roberts R. M. Repression of Ets-2-induced transactivation of the tau interferon promoter by Oct-4 (англ.) // Mol. Cell. Biol. : journal. — 2001. — Vol. 21, no. 23. — P. 7883—7891. — doi:10.1128/MCB.21.23.7883-7891.2001. — PMID 11689681.
- Guo Y., Costa R., Ramsey H., et al. The embryonic stem cell transcription factors Oct-4 and FoxD3 interact to regulate endodermal-specific promoter expression (англ.) // Proceedings of the National Academy of Sciences of the United States of America : journal. — 2002. — Vol. 99, no. 6. — P. 3663—3667. — doi:10.1073/pnas.062041099. — PMID 11891324.
- Strausberg R. L., Feingold E. A., Grouse L. H., et al. Generation and initial analysis of more than 15,000 full-length human and mouse cDNA sequences (англ.) // Proceedings of the National Academy of Sciences of the United States of America : journal. — 2003. — Vol. 99, no. 26. — P. 16899—16903. — doi:10.1073/pnas.242603899. — PMID 12477932.
- Looijenga L. H., Stoop H., de Leeuw H. P., et al. POU5F1 (OCT3/4) identifies cells with pluripotent potential in human germ cell tumors (англ.) // Cancer Research?! : journal. — American Association for Cancer Research[англ.], 2003. — Vol. 63, no. 9. — P. 2244—2250. — PMID 12727846.
- Wang P., Branch D. R., Bali M., et al. The POU homeodomain protein OCT3 as a potential transcriptional activator for fibroblast growth factor-4 (FGF-4) in human breast cancer cells (англ.) // Biochem. J.[англ.] : journal. — 2003. — Vol. 375, no. Pt 1. — P. 199—205. — doi:10.1042/BJ20030579. — PMID 12841847.
- Reményi A., Lins K., Nissen L. J., et al. Crystal structure of a POU/HMG/DNA ternary complex suggests differential assembly of Oct4 and Sox2 on two enhancers (англ.) // Genes Dev. : journal. — 2003. — Vol. 17, no. 16. — P. 2048—2059. — doi:10.1101/gad.269303. — PMID 12923055.
- Rajpert-De Meyts E., Hanstein R., Jørgensen N., et al. Developmental expression of POU5F1 (OCT-3/4) in normal and dysgenetic human gonads (англ.) // Hum. Reprod.[англ.] : journal. — 2004. — Vol. 19, no. 6. — P. 1338—1344. — doi:10.1093/humrep/deh265. — PMID 15105401.
- Matin M. M., Walsh J. R., Gokhale P. J., et al. Specific knockdown of Oct4 and beta2-microglobulin expression by RNA interference in human embryonic stem cells and embryonic carcinoma cells (англ.) // Stem Cells : journal. — 2005. — Vol. 22, no. 5. — P. 659—668. — doi:10.1634/stemcells.22-5-659. — PMID 15342930.
- Baal N., Reisinger K., Jahr H., et al. Expression of transcription factor Oct-4 and other embryonic genes in CD133 positive cells from human umbilical cord blood (англ.) // Thrombosis and Haemostasis[англ.] : journal. — 2005. — Vol. 92, no. 4. — P. 767—775. — doi:10.1160/TH04-02-0079. — PMID 15467907.